# Bernat Roger
Bernat Roger – hiszpański duchowny katolicki, biskup Seo de Urgel od 1163 roku do 1167 roku.